# إزالة الغابات وتغير المناخ

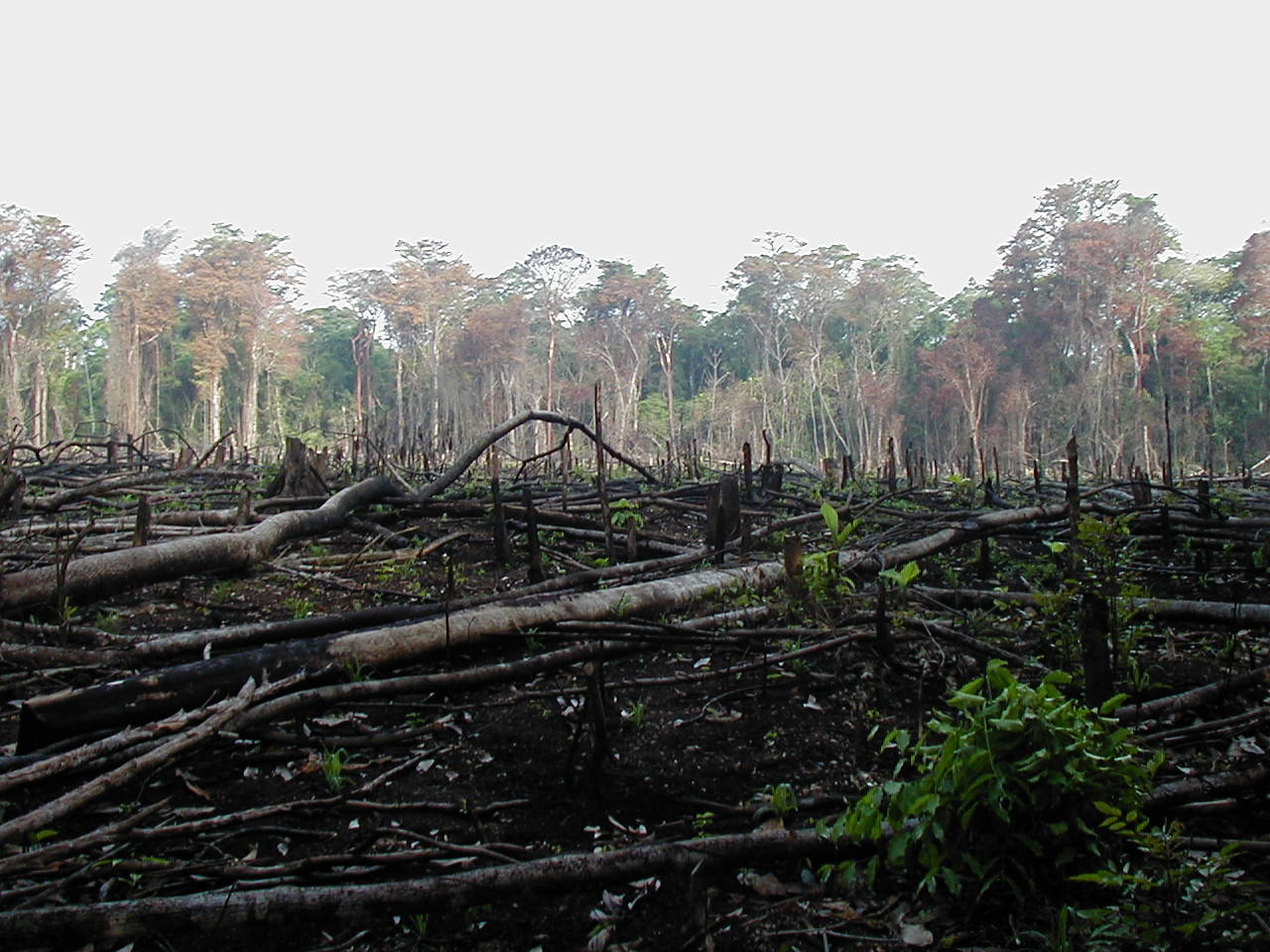

تعد إزالة الغابات أو الزَّحْرَجة  واحدة من المساهمين الرئيسيين في تغير المناخ، وتأخذ أشكالًا عديدة، منها: حرائق الغابات، وإزالة الأشجار بغرض الزراعة، وتربية الماشية، وقطع الأشجار للحصول على الخشب. تغطي الغابات 31% من مساحة اليابسة على الأرض، وسنويًا نخسر ما مساحته 75,700 كيلومتر مربع (18.7 مليون فدان) من الغابات. تستمر إزالة الغابات على نطاق واسع في تهديد الغابات المدارية وتنوعها البيولوجي والخدمات التي تقدمها إلى النظم البيئية. يتمثل مجال الاهتمام الرئيسي بخصوص إزالة الغابات في الغابات الاستوائية المطيرة، بما أنها موطن غالبية التنوع البيولوجي. تركز منظمات مثل «الصندوق العالمي للطبيعة» على الحفاظ على الطبيعة والحدّ من أخطر التهديدات على تنوع الحياة على الأرض.
تعد إزالة الغابات ثاني أكبر مصدر بشري المنشأ لانبعاثات ثاني أكسيد الكربون في الغلاف الجوي، بعد احتراق الوقود الأحفوري. تساهم إزالة الغابات وتدهورها في انبعاثات الغازات الدفيئة في الغلاف الجوي من خلال احتراق الكتلة الحيوية للغابات وتحلل المواد النباتية المتبقية وكربون التربة. كانت عمليات إزالة الغابات مسؤولة عن أكثر من 20% من انبعاثات ثاني أكسيد الكربون، ولكن انخفضت هذه النسبة حاليًا إلى نحو 10%. فبحلول عام 2008، كانت إزالة الغابات تشكّل 12% من إجمالي CO2 المنبعث، أو 15% إذا شُملَت معها الأراضي الخثية. من المحتمل أن تكون هذه النسب قد انخفضت الآن بسبب الارتفاع المستمر في استخدام الوقود الأحفوري.
وفقًا للجنة الدولية للتغيرات المناخية، وبحساب متوسط درجات الحرارة في جميع أنحاء اليابسة والمحيطات، فقد ارتفعت درجات الحرارة بنحو 1.53 درجة فهرنهايت (0.85 درجة مئوية) بين عامي 1880 و2012.
في نصف الكرة الشمالي، كانت الفترة ما بين عامَي 1983 و2012 هي أحرّ 30 سنة ضمن الـ1400 سنة الماضية.

## أسباب إزالة الغابات

### صناعة الأخشاب
من أكبر العوامل المساهمة في إزالة الغابات هي صناعة الأخشاب. يعود سبب ذلك إلى قطع الأشجار؛ الممارسة الشائعة جدًا بسبب الاستخدامات الدائمة للمنتجات الخشبية في حياة الناس اليومية.
في كل عام، يُحصَد نحو 4 ملايين هكتار (9.9 x 106 فدان) من الأخشاب. بالإضافة إلى ذلك، فإن الطلب المتزايد على منتجات الأخشاب منخفضة التكلفة يشجّع شركات الأخشاب على الاستمرار في التقطيع. يمثل الكربون المنبعث من عملية تحويل الأخشاب إلى منتجات خشبية 15% من انبعاثات الكربون في البيئة. تعد إزالة الغابات أحد الشواغل الرئيسية في الغابات الاستوائية المطيرة لأنها موطن لملايين الحيوانات في التنوع البيولوجي. إذًا، لا تؤثر صناعة الأخشاب على إزالة الغابات فحسب، بل أيضًا على البيئة بسبب محركات إزالة الغابات على التغير المناخي.

### التوسع الحضري
التوسع الحضري أو التحضر هو عملية إزالة مساحة كبيرة من الأرض لبناء المزيد من أماكن الإقامة. نتيجةً لتوسيع الأراضي للأغراض السكنية والحضرية، هناك قدر كبير من خسارة الغابات. مع استمرار زيادة عدد السكان على مر السنين، يزداد الطلب والحاجة على ضروريات الحياة، وهذا يعني أن هناك حاجة إلى إزالة المزيد من الأراضي من أجل بناء المزيد من المنازل، وللاستخدامات الترفيهية، والزراعة. بالإضافة إلى ذلك، يشجع التحضر أيضًا التصنيع على النمو؛ ما يتطلب المزيد من الأراضي لتزويد المستهلكين بالمنتجات الغذائية المطلوبة.

### تربية الماشية
تتطلب تربية الماشية أجزاء كبيرة من الأراضي لتربية قطعان الحيوانات وزراعة محاصيل الماشية بهدف تلبية الاحتياجات الاستهلاكية. نشأت تربية الماشية في تكساس بين عامي 1820 و1865 وكانت مُقادة بشكل رئيسي من قبل رعاة البقر المكسيكيين. في وقت لاحق، طرد أهالي تكساس المكسيكيين واحتفظوا بماشيتهم. بعد الحرب الأهلية، بدأ أهالي تكساس في تجميع الماشية وبيعها عبر الولايات الأخرى مثل كاليفورنيا ونيو أورليانز. وفقًا لـ«غرين بيس»، وهي منظمة بيئية عالمية غير حكومية، فإن صناعة الماشية مسؤولة عن كمية كبيرة من انبعاثات غاز الميثان. وذلك لأن المضاربين يحرقون مساحات شاسعة من الغابات المطيرة لتوفير المراعي. يقول ريت بتلر إن أكثر من 60% من الأراضي التي تتعرض لإزالة الغابات تصبح مرعى للحيوانات مثل الأبقار وغيرها من المواشي.

### التوسع الزراعي
السبب الرئيسي الأول لإزالة الغابات والتدهور الحاد فيها هو الزراعة. وفقًا لجامعة ومركز أبحاث واجينجن، فإن أكثر من 80% من أسباب إزالة الغابات هي الزراعة. والزيادة المستمرة في الطلب على الأخشاب والمنتجات الزراعية ليست سوى محركات غير مباشرة ولكن حاسمة. فالغابات تفسح المجال لزراعة القهوة والشاي وزيت النخيل والأرز والمطاط والعديد من المنتجات الأخرى المطلوبة بشدة. تؤدي هذه الطلبات المتزايدة على بعض المنتجات والاتفاقات التجارية العالمية إلى تحويلات الغابات، الأمر الذي يؤدي في النهاية إلى تعرية التربة. غالبًا ما تتآكل الطبقات العليا من التربة بعد إزالة الغابات ما يؤدي إلى زيادة الترسيب في الأنهار والجداول. وبمرور الوقت، تتدهور الأراضي الزراعية وتصبح عديمة النفع تقريبًا، ما يجعل المنتجين يبحثون عن أراضٍ منتجة جديدة.

## التأثير على تغير المناخ

### انخفاض في التنوع البيولوجي
وجدت دراسة أجرتها مؤسسة العلوم الوطنية عام 2007 أن التنوعَين البيولوجي والجيني هما في علاقة اعتمادية، أي أن التنوع بين الأجناس يتطلب تنوعًا داخل الأجناس، والعكس بالعكس. «إذا أُزيل أي نوع واحد من النظام، فيمكن للدورة أن تنهار، ويصبح المجتمع عندها خاضعًا لسيطرة جنس واحد فقط».

### انخفاض في الخدمات المناخية
الغابات هي المصرف الطبيعي لكربون الغلاف الجوي؛ إذ تمتص النباتات ثاني أكسيد الكربون الموجود في الغلاف الجوي (أحد الغازات الدفيئة) وتحوّل الكربون إلى سكريات ومواد نباتية من خلال عملية التركيب الضوئي. يُخَزَّن الكربون داخل الأشجار والنباتات وتربة الغابات. تشير الدراسات إلى أن «الغابات السليمة»، في الواقع، تعمل على عزل الكربون. من الأمثلة على الغابات الكبيرة التي لها تأثير كبير على توازن الكربون؛ غابات الأمازون وغابات أفريقيا الوسطى المطرية. ولكن إزالة الغابات تعطّل عمليات عزل الكربون وتؤثر على المناخات المحلية. بالإضافة إلى ذلك، تتوصل الدراسات الحالية إلى أن قطع الأشجار –عند رؤيته على صعيد أوسع- يلعب دورًا إيجابيًا في حلقة إعادة التغذية التي تتمركز حول تغير المناخ.
يؤدي حرق الأشجار أو قطعها إلى عكس آثار عزل الكربون وإطلاق الغازات الدفيئة (بما في ذلك ثاني أكسيد الكربون) في الغلاف الجوي. علاوة على ذلك، فإن إزالة الغابات تغير منظر سطح الأرض وانعكاسه، مثل تناقص الوضاءة، ما يؤدي إلى زيادة في امتصاص الطاقة الضوئية من الشمس في شكل حرارة، وبالتالي يعزز من الاحتباس الحراري.

### الآثار المترتبة على التربة والمياه
الأشجار هي مصدر رئيسي للكربون. تشير التقديرات إلى أن كمية الكربون ضمن غابات الأمازون تتجاوز قيمة الكربون المنبعثة خلال عشر سنوات من الإنتاج البشري. لسوء الحظ، ونظرًا لأن الغابات غالبًا ما تُزال بواسطة الحرائق كما هو الحال في زراعة القطع والحرق، فإن عملية احتراق الخشب تُطلق كميات هائلة من ثاني أكسيد الكربون في الجو. ولكن زيادة الكربون في الغلاف الجوي ليست النتيجة الوحيدة لإزالة الغابات، فالتغيرات في خصائص التربة يمكن أن تحول التربة نفسها إلى مساهم في الكربون. وفقًا لعلماء في جامعة ييل، فإن إزالة الغابات تغير بيئة المجتمعات الميكروبية داخل التربة وتسبب فقدانًا للتنوع البيولوجي فيما يتعلق بالميكروبات، نظرًا لأن التنوع البيولوجي يعتمد بشكل كبير على نسيج التربة.